# Rincón de Pereira
Rincón de Pereira est une localité uruguayenne du département de Tacuarembó.

## Localisation
Rincón de Pereira se situe au sud-est du département de Tacuarembó, à l'est de l' arroyo de las Mansas (affluent du rio Negro) et au sud de la cuchilla de Pereira, à proximité du village de Los Feos. On y accède par un chemin vicinal depuis le kilomètre 322 de la route 6.

## Population
| Année | Population |
| ----- | ---------- |
| 2004  | 38         |
| 2011  | 23         |

,

## Source
- (es) Cet article est partiellement ou en totalité issu de l’article de Wikipédia en espagnol intitulé « Rincón de Pereira » (voir la liste des auteurs).